# Pyrylium-Kation
| Pyrylium-Kation            | Pyrylium-Kation          | Pyrylium-Kation                                                                                               | Pyrylium-Kation                                                                                               |
| -------------------------- | ------------------------ | --- | --- |
| Skelettformel              | delokalisierte Bindungen | 3D-Darstellung                                                                                                | 3D-Darstellung                                                                                                |
| Verschiedene Darstellungen |                          | | |
| Alternativbezeichnungen    | Alternativbezeichnungen  | - Pyran-1-ium (IUPAC) - Pyranium - Pyroxonium - Pyranylium                                                    | - Pyran-1-ium (IUPAC) - Pyranium - Pyroxonium - Pyranylium                                                    |
| Summenformel               | Summenformel             | C5H5O+ | C5H5O+ |
| Molare Masse               | Molare Masse             | 81,09 g·mol−1                                                                                                 | 81,09 g·mol−1                                                                                                 |
| Identifikatoren            | Identifikatoren          | - CAS-Nummer: 289-67-8 - PubChem: 9548819 - ChemSpider: 7827742 - US EPA: DTXCID80380372 - Wikidata: Q2091193 | - CAS-Nummer: 289-67-8 - PubChem: 9548819 - ChemSpider: 7827742 - US EPA: DTXCID80380372 - Wikidata: Q2091193 |

Das Pyrylium-Kation ist ein heterocyclisches, sauerstoffhaltiges Kation. Es gehört zur Gruppe der Oxoniumionen und ist ein aromatischer Sauerstoffheterocyclus, da die Hückel-Regel für n = 1 erfüllt ist. Chemische Verbindungen mit einem Pyrylium-Kation und einem Gegenanion gehören zur Stoffgruppe der Pyrylium-Salze.

## Name
Die Vorsilbe pyr- kommt aus dem Griechischen und bedeutet Feuer. Die Nachsilbe -ium kennzeichnet die Verbindung als Kation.
Der Name Pyrylium-Kation ist historisch und hat sich durchgesetzt. Andere, der Nomenklatur folgende Bezeichnungen, wie zum Beispiel Pyroxonium-ion, sind nicht gebräuchlich.

## Vorkommen
In der Natur findet sich das Pyrylium-Kation als Strukturbestandteil in den Anthocyanen. Es trägt bei zur Rot- und Blaufärbung von Blüten und Früchten, wie zum Beispiel Heidelbeere, Brombeere, Kornblume.

## Eigenschaften
Das Pyrylium-Kation ist als Aromat relativ stabil, aber trotzdem reaktionsfreudig. Es reagiert mit Nukleophilen, wobei nichtaromatische Verbindungen entstehen. Pyryliumperchlorat ist ziemlich stabil. Es zerfällt nicht unter 275 °C, aber in Wasser reagiert es schon bei Raumtemperatur, wobei nichtaromatische Verbindungen entstehen. Pyrylium-Kationen erfahren keine elektrophile aromatische Substitution und werden auch nicht in den Benzolring substituiert.

Mesomere Grenzstrukturen des Pyrylium-Kations